# Krasnopillea, Holovanivsk
Krasnopillea (în ucraineană Краснопілля) este un sat în comuna Mejîricika din raionul Holovanivsk, regiunea Kirovohrad, Ucraina.

## Demografie
Componența lingvistică a localității Krasnopillea
     Ucraineană (98,93%)
     Alte limbi (1,07%)
Conform recensământului din 2001, majoritatea populației localității Krasnopillea era vorbitoare de ucraineană (98,93%), existând în minoritate și vorbitori de alte limbi.